# Perisphincter chinensis
Perisphincter chinensis là một loài tò vò trong họ Ichneumonidae.